# Nostra Signora di Soufanieh

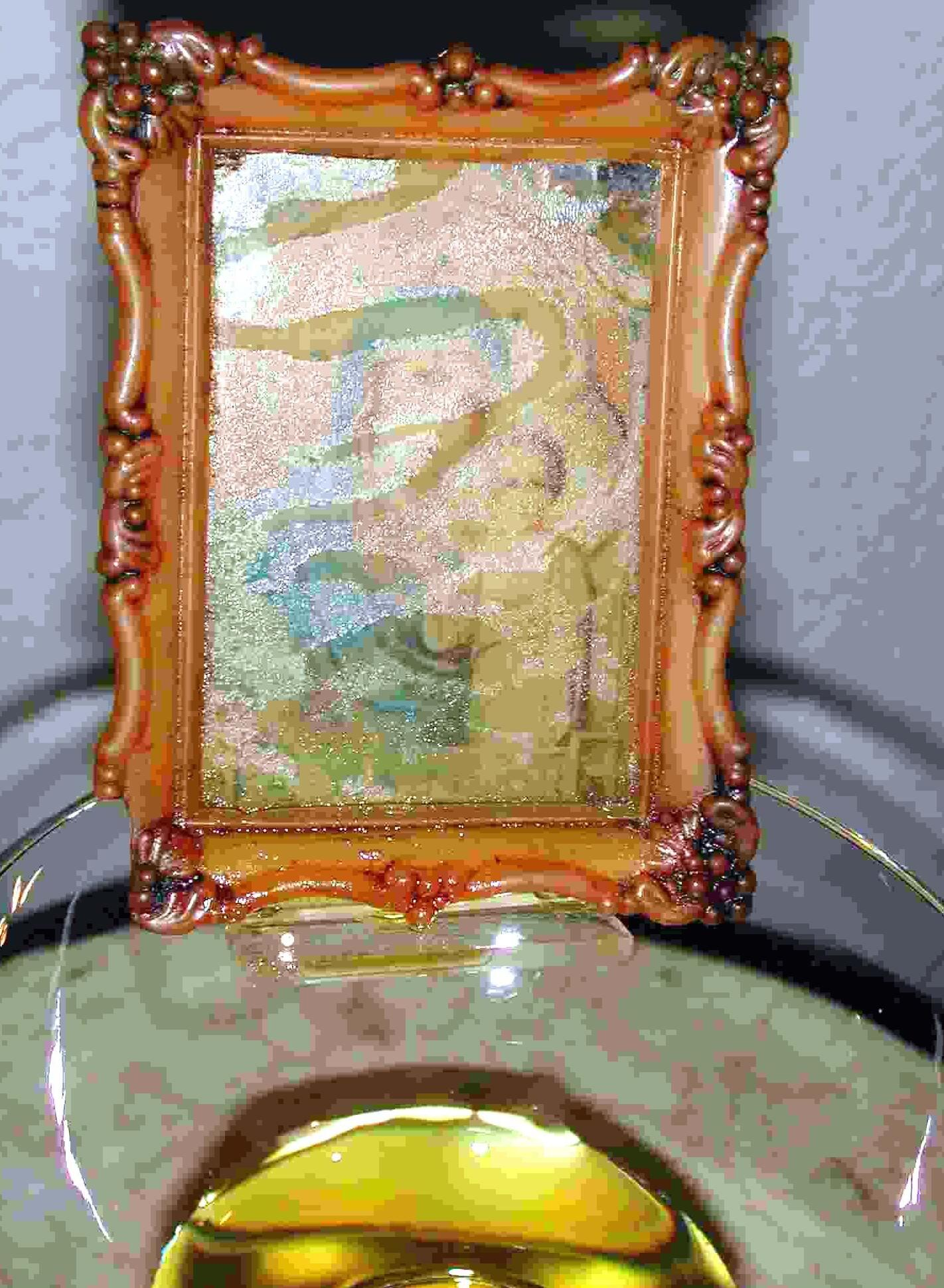
Flusso di olio da un'immagine della Vergine Maria

Nostra Signora di Soufanieh è l'appellativo di presunte apparizioni mariane che si sarebbero verificate a Soufanieh, un sobborgo di Damasco (in Siria) a partire dal 1982.

## Storia
Secondo quanto riferito, le apparizioni sono avvenute nel dicembre 1982 e a gennaio, febbraio e marzo 1983. Gli osservatori affermano che le apparizioni siano state accompagnate da un flusso di olio (descritto come miracoloso) colante da un'icona russa della Madonna di Kazan, così come trasudante dal viso e dalle mani di Myrna Nazzour, all'epoca diciottenne di fede greco-melchita. L'icona era stata comprata in una chiesa ortodossa di Sofia, Bulgaria, dal marito ortodosso della donna. Il primo evento soprannaturale era avvenuto a fine novembre, con la trasudazione di olio prima dalle mani della veggente (22 novembre) e poi dall'icona (27 novembre), proseguiti fino al 1990. Altri eventi sarebbero occorsi anche negli anni 2000.
La giornalista Brigid Keenan ha scritto che l'olio apparentemente prodotto da Nazzour è stato analizzato come «olio d'oliva al 100%» e che centinaia di persone, inclusi alcuni medici e psichiatri, hanno assistito alle secrezioni di Nazzour e non sono riuscite a trovare prove di un inganno. Secondo i suoi rapporti, Nazzour ha sviluppato ferite da stimmate su «fronte, mani, piedi e costato», e la Vergine le sarebbe apparsa fuori dalla sua stessa casa. Nazzour avrebbe ricevuto apparizioni personali dello stesso Gesù. Entrambi, parlando in lingua araba, avrebbero riservato severi messaggi contro le divisioni tra le Chiese cristiane. Nazzour ha affermato che la Vergine le ha detto che «i cristiani dovrebbero pregare per la pace, amarsi l'un l'altro e pregare per l'unità delle chiese cristiane».  Molti degli eventi prodigiosi sarebbero avvenuti nelle date in cui sono coincise le date della Pasqua cattolica e della Pasqua ortodossa e nell'ultimo messaggio Maria avrebbe detto che non sarebbe più apparsa fino a che le Chiese non avessero ricominciato a celebrare la festività nello stesso giorno.
Il 15 gennaio 1987 l'arcivescovo siro-cattolico di Hassaké-Nisibi Jacques Georges Habib Hafouri, a seguito di un'inchiesta affidata ad esperti, ha riconosciuto il carattere soprannaturale degli eventi.